# Iguana Yachts
Iguana Yachts est un chantier naval français fondé en 2008 fabriquant des canots à moteur et à chenilles, capables de sortir de l'eau et de se déplacer sur terre par leurs propres moyens.

## Historique
Le chantier est fondé en 2008, à partir d'une idée d'Antoine Brugidou, ancien vice-président d'Accenture, avec la collaboration d'une équipe de designers (Fritsch & associés) et de l'architecte naval Tanguy Le Bihan.
Le premier bateau, un 24 pieds, sort dès fin 2011. Puis une levée de fonds auprès de réseaux de business angels (Arts et Métiers Business Angels, ESSEC Business Angels, Paris Business Angels, XMP Business Angels) conforte la suite des opérations en 2012. Parallèlement, la production s'industrialise, pendant que l'entreprise se présente dans les salons nautiques internationaux. Ce bateau de luxe trouve un premier client en 2013 à Bahrein et entrevoit des applications militaires et professionnelles (pompiers par exemple).

## Iguana Yachts aujourd'hui
Aujourd'hui, Iguana Yachts produit des embarcations de 24 et 29 pieds, équipées de moteurs hors-bord de 300 CV. Elles sont capables de 35 nœuds sur mer et de 7 km/h sur terre. La dernière levée de fonds, fin 2013, a permis de rassembler 1,2 million d'euros auprès de plusieurs investisseurs privés pour assurer la suite du développement de l'entreprise. La presse spécialisée consacre à Iguana Yachts des articles très documentés.

### Site d'Iguana Yachts
- « Site d’Iguana Yachts » (consulté le 22 mars 2014).